# Wright-Martin
Wright-Martin fu una società costruttrice di velivoli di breve vita nata dall'unione della Wright Company (dopo che Orville Wright vendette la Wright Company e uscì dalla società) e Glenn L. Martin Company.
Le aziende fusero le rispettive organizzazioni, Wright Company e Glenn L. Martin Company, nel 1916. Glenn L. Martin presto si dimise, sciogliendo la società nel giro di un anno. L'azienda venne rinominata Wright Aeronautical nel 1919.